# شريان بنكرياسي كبير
الشريان البنكرياسي الكبير هو فرع من الشريان الطحالي.